# Mesomys stimulax
Espèce
Statut de conservation UICN

 LC  : Préoccupation mineure
Mesomys stimulax est une espèce de mammifères rongeurs de la famille des Echimyidae qui regroupe certains rats épineux. C'est un animal terrestre endémique du Brésil où on le rencontre au nord-est du pays, au sud du delta de l'Amazone. Mal connu, il fréquente les arbres des forêts non inondables situées à basse altitude.
Cette espèce a été décrite pour la première fois en 1911 par le zoologiste britannique Michael Rogers Oldfield Thomas (1858-1929).